# 川西能勢口站
川西能勢口站（日语：／ Kawanishi-Noseguchi eki */?）是位於日本兵庫縣川西市，屬於阪急電鐵和能勢電鐵的鐵路車站。此站是共同使用站。阪急電鐵的車站編號是HK-50，能勢電鐵則是NS01。

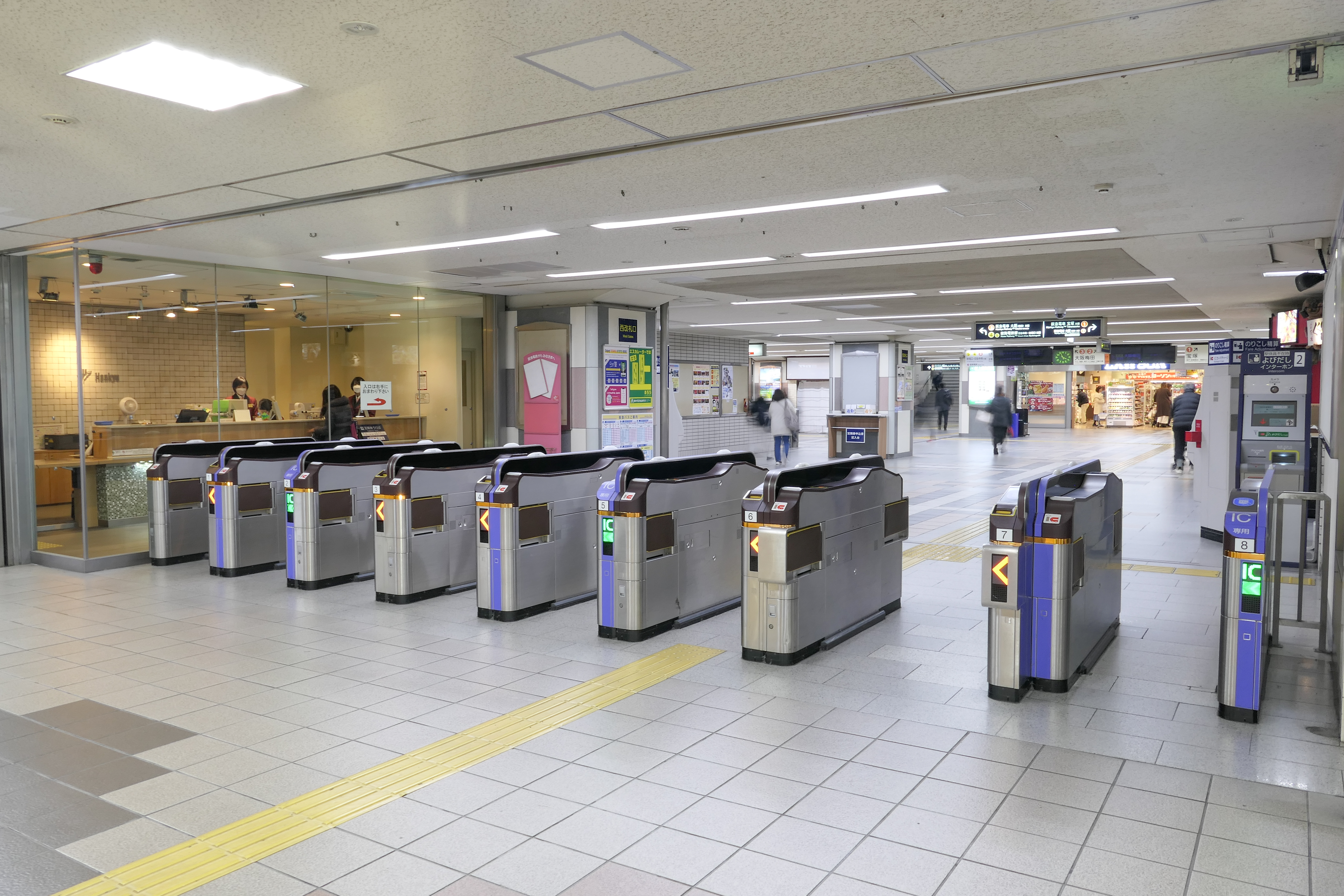
西驗票口(2023年12月)

## 車站構造

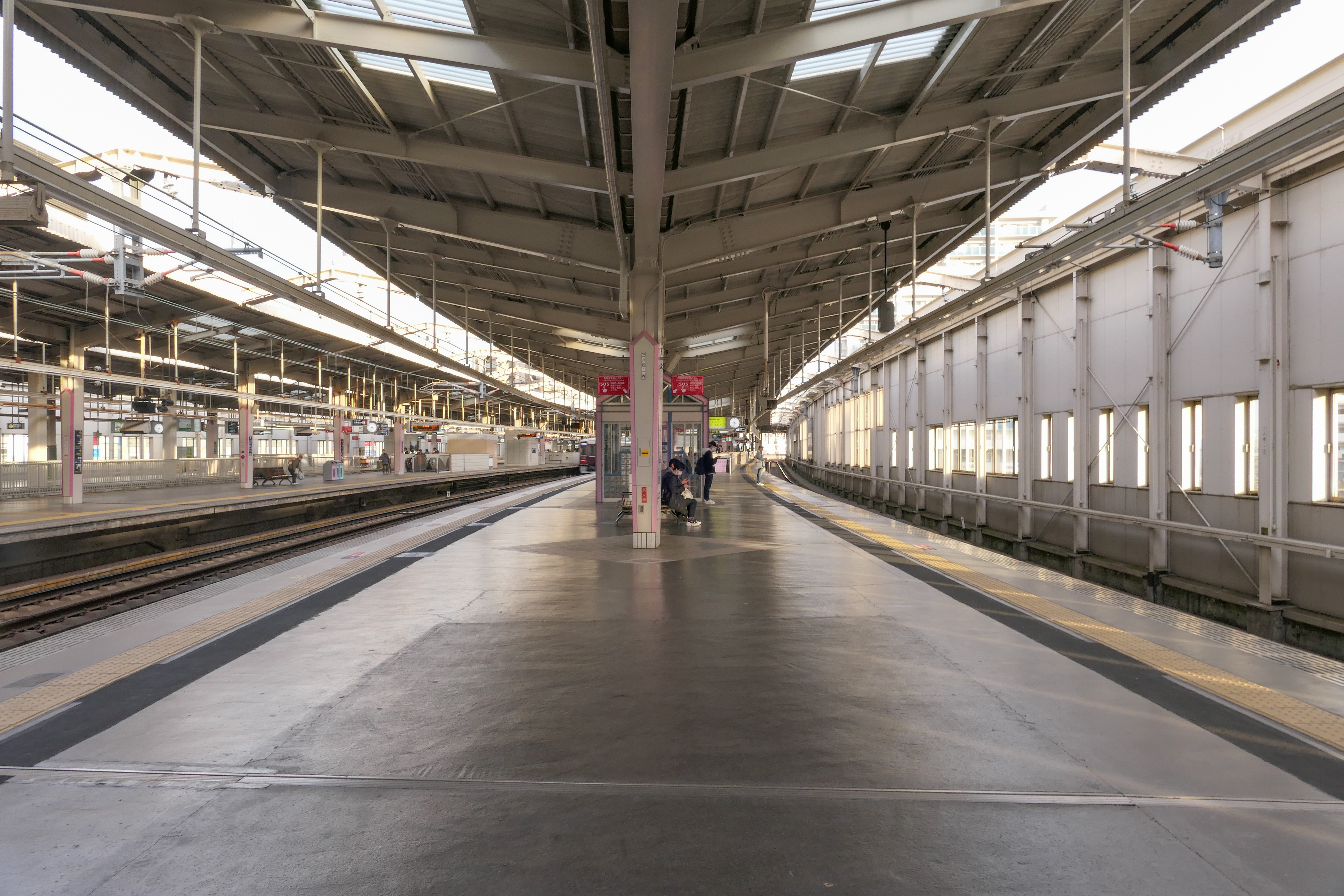
1號與2號月台(2023年12月)

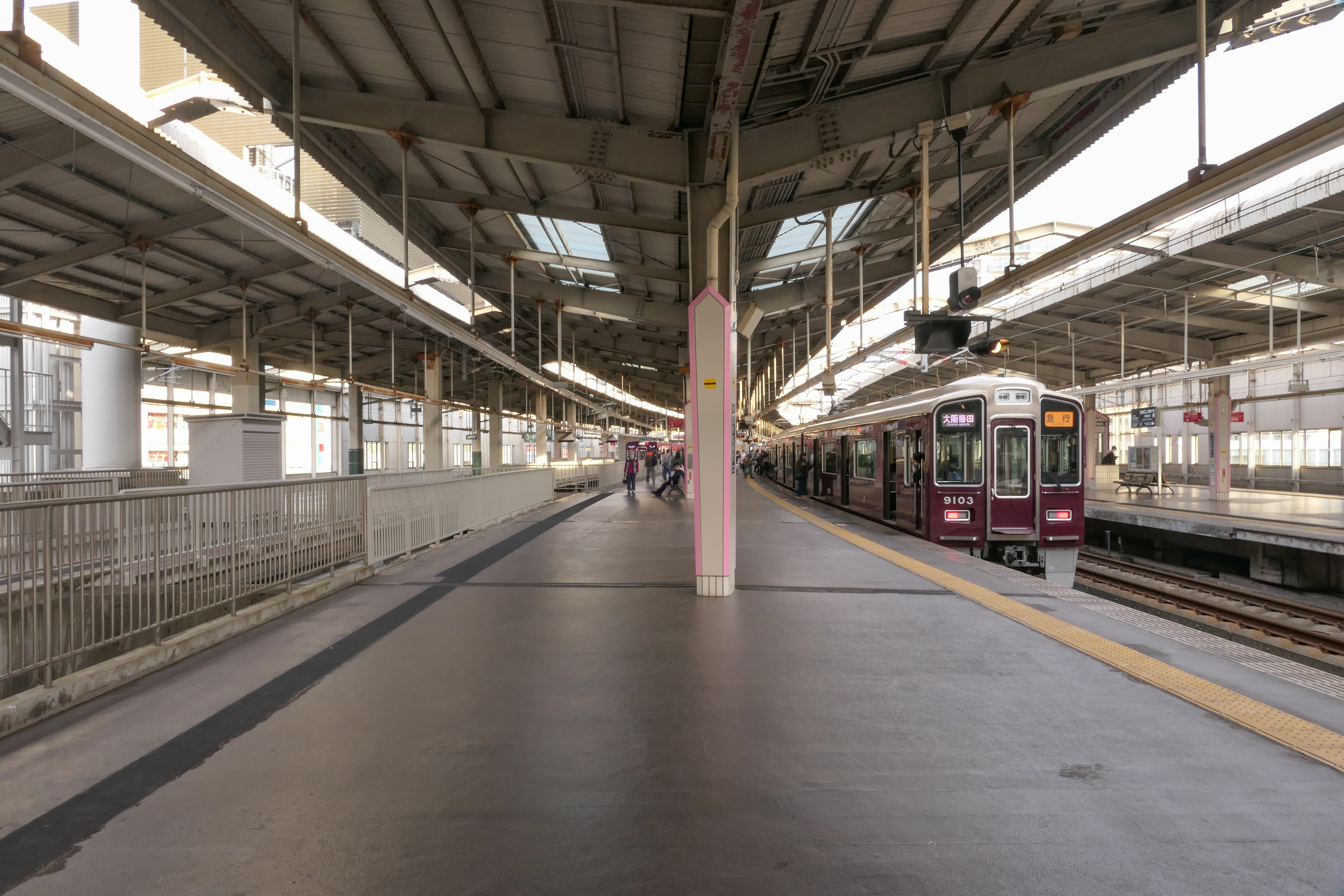
3號與4號月台(2023年12月)

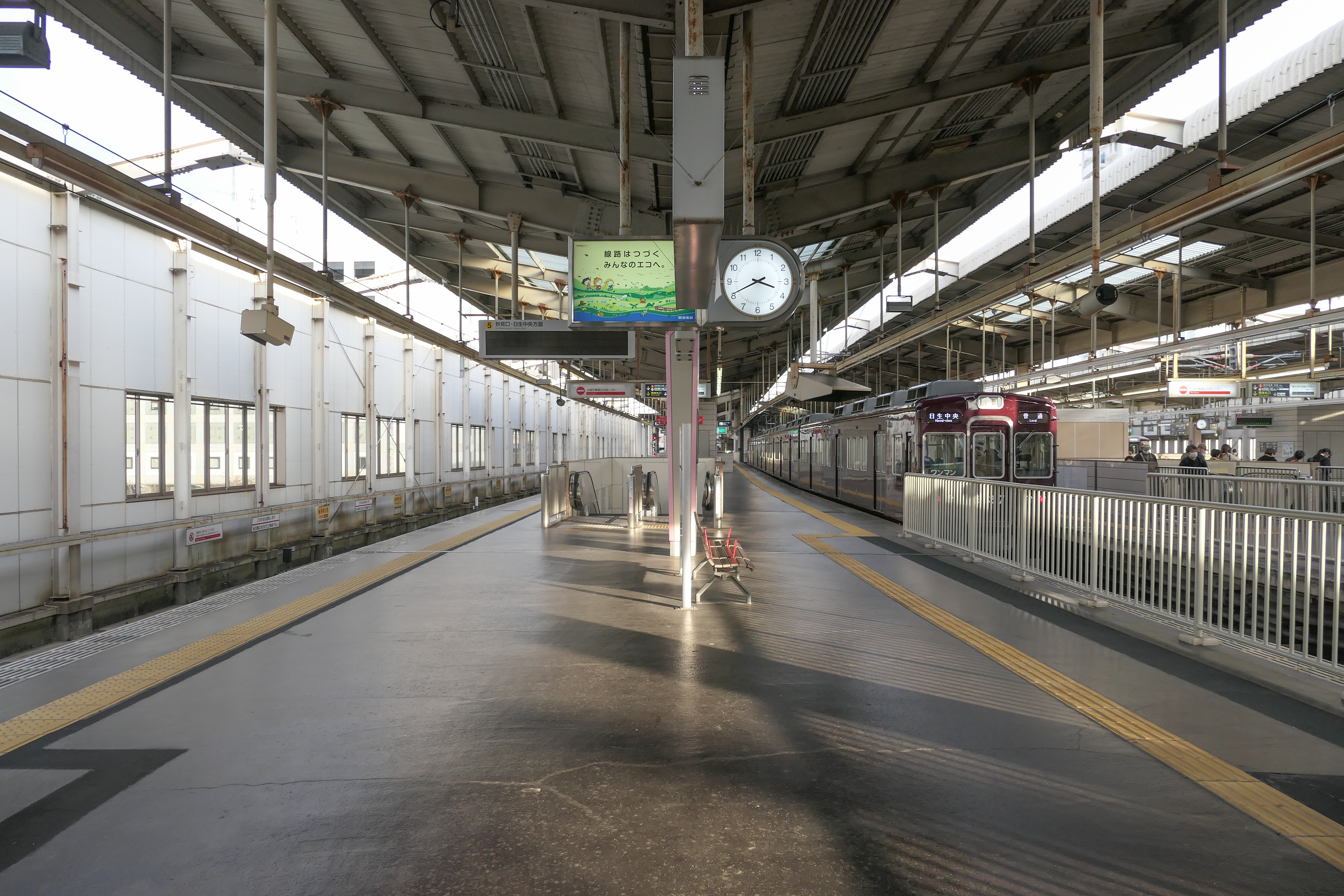
5號月台(2023年12月)

本站為島式月台1面2線與櫛形2面3線，合計3面5線的高架車站。閘口（東西2個）與大堂皆位於2樓，月台位於3樓。

### 月台配置
阪急使用島式月台與其對面的1 - 3號月台，能勢電鐵使用港灣式月台當中北側的4、5號月台。
| 月台 | 路線     | 方向                 | 目的地                                 | 備註                         |
| ---- | -------- | -------------------- | -------------------------------------- | ---------------------------- |
| 1    | 寶塚本線 | 下行                 | 寶塚、神戶、西宮北口、仁川、今津方向   |                              |
| 2    | 寶塚本線 | 上行                 | 大阪梅田、十三、箕面、京都、北千里方向 | （只限平日早晚繁忙時段使用） |
| 3    | 寶塚本線 | 上行                 | 大阪梅田、十三、箕面、京都、北千里方向 | （通常由此月台開出）         |
| 3    | 妙見線   |                      | 日生中央方向                           | （日生特快）                 |
| 4    | 妙見線   | 日生中央、妙見口方向 | （普通）                               |                              |
| 5    | 妙見線   | 日生中央、妙見口方向 | （繁忙時段的一部分普通）               |                              |

#### 配線圖
| ← 寶塚線 石橋阪大前、 十三、大阪梅田方向                                                                                            | 川西能勢口站 構內配線略圖     | → 寶塚線 寶塚方向 |
| | ↓ 妙見線 日生中央、妙見口方向 |                   |
| 图例 参考文献：川島令三、『東海道ライン 全線・全駅・全配線 第7巻 大阪エリア - 神戸駅』、 ISBN 978-479420498-1、21p、 講談社、2009年 |                               |                   |

## 使用情況
- 阪急電鐵' - 2018年通年平均'上下車人次為44,229人。阪急電鐵全部90個車站當中排行第17位[3]。由於還設有JR川西池田站，因此比石橋阪大前的上下車人次數還要少。
不包括與能勢電鐵的聯絡人次。

- 能勢電鐵 - 2018年1日平均上下車人次為45,306人。
包括與阪急電鐵的聯絡人次。

近年的1日平均上下、上車人次推移如下表。
| 年次               | 阪急電鐵   | 阪急電鐵 | 能勢電鐵   | 能勢電鐵 |
| 年次               | 平日限定   | 平日限定 | 1日平均    | 1日平均  |
| 年次               | 上下車人次 | 上車人次 | 上下車人次 | 上車人次 |
| ------------------ | ---------- | -------- | ---------- | -------- |
| 2000年（平成12年） | 45,536     | 22,827   | 61,197     | 29,715   |
| 2001年（平成13年） | 44,950     | 22,533   | 59,947     | 29,173   |
| 2002年（平成14年） | 51,663     | 24,652   | 54,834     | 26,588   |
| 2003年（平成15年） | 51,593     | 24,492   | 54,707     | 26,673   |
| 2004年（平成16年） | 50,900     | 24,156   | 53,510     | 26,036   |
| 2005年（平成17年） | 49,874     | 23,714   | 53,246     | 25,940   |
| 2006年（平成18年） | 50,851     | 24,171   | 53,120     | 25,669   |
| 2007年（平成19年） | 50,402     | 23,943   | 52,691     | 25,484   |
| 2008年（平成20年） | 49,977     | 23,829   | 52,274     | 25,445   |
| 2009年（平成21年） | 47,258     | 23,042   | 50,500     | 24,785   |
| 2010年（平成22年） | 47,741     | 22,914   | 47,474     | 23,155   |
| 2011年（平成23年） | 46,882     | 22,542   | 47,435     | 23,203   |
| 2012年（平成24年） | 47,025     | 22,592   | 47,318     | 23,150   |
| 2013年（平成25年） | 46,192     | 22,182   | 48,250     | 23,442   |
| 2014年（平成26年） | 46,600     | 22,400   | 47,281     | 23,291   |
| 2015年（平成27年） | 47,016     | 22,632   | 46,250     | 22,874   |
| 年次               | 通年平均   | 通年平均 | 1日平均    | 1日平均  |
| 年次               | 上下車人次 | 上車人次 | 上下車人次 | 上車人次 |
| 2016年（平成28年） | 43,205     | 20,838   | 45,746     | 22,604   |
| 2017年（平成29年） | 44,249     | －       | 45,642     | 22,567   |
| 2018年（平成30年） | 44,229     | －       | 45,306     | 22,411   |

## 相鄰車站
阪急電鐵
 寶塚本線
■特急「日生特快」
池田（HK-49）－川西能勢口（HK-50）－平野（能勢電鐵妙見線）
■通勤特急（口限此站始發往大阪梅田運行）
池田（HK-49） ← 川西能勢口（HK-50）
■急行、■準急、■普通（準急只限往大阪梅田運行）
池田（HK-49）－川西能勢口（HK-50）－雲雀丘花屋敷（HK-51）
※至1962年5月1日為止，寶塚方相鄰的車站為花屋敷站。
能勢電鐵
 妙見線
■特急「日生特快」
池田（阪急電鐵寶塚本線）－川西能勢口（NS01）－平野（NS07）
■普通
川西能勢口（NS01）－絹延橋（NS02）

### 曾經存在的路線
能勢電鐵
妙見線（廢除路段）
川西國鐵前－川西能勢口

### 來源
1. 1 2 3 4 5  『兵庫の鉄道全駅』 58頁
2. ↑  『兵庫の鉄道全駅』 142頁
3. ↑  .   [2020-10-17]. （原始内容存档于2021-01-16）.
4. ↑  川西市統計要覧[]

## 外部連結
- 川西能勢口 - 阪急電鐵
- NS01 川西能勢口站 （页面存档备份，存于）（路線圖、車站資訊） - 能勢電鐵
- 阪急川西能勢口 （页面存档备份，存于）（路線巴士） - 阪急巴士